# Scleria bequaertii
Scleria bequaertii är en halvgräsart som beskrevs av De Wild. Scleria bequaertii ingår i släktet Scleria och familjen halvgräs. Inga underarter finns listade i Catalogue of Life.